# Karlheinz Förster
Karlheinz Helmut Förster (* 25. Juli 1958 in Mosbach) ist ein ehemaliger deutscher Fußballspieler. Er galt in den 1980er Jahren als einer der weltbesten Vorstopper. Sein größter internationaler Erfolg war der EM-Titel 1980, außerdem war er mit der deutschen Nationalmannschaft 1982 und 1986 Vize-Weltmeister. Heute ist er als Spielerberater tätig.

## Spielerkarriere
Karlheinz Förster wurde als drittes von vier Kindern der Eheleute Helmut und Marianne Förster in Mosbach geboren. 1974 wechselte er von seinem Heimatverein TSV Schwarzach in die Jugend des SV Waldhof Mannheim. In seinem letzten A-Jugend-Jahr wechselte Förster 1975 zum VfB Stuttgart. Er spielte als Manndecker beziehungsweise Vorstopper in 272 Spielen (17 Tore) von 1977 bis 1986 für den VfB Stuttgart in der Fußball-Bundesliga und wurde 1984 Deutscher Meister. Zuvor hatte er mit den Schwaben zwei Spielzeiten (39 Spiele, 5 Tore) in der 2. Liga verbracht. Als Nachfolger seines Bruders Bernd war Karlheinz Förster ab 1983 drei Jahre lang Kapitän des VfB Stuttgart.
1986 wechselte er zu Olympique Marseille. Dort nahm er 1989 die französische Staatsbürgerschaft an, um keinen Ausländerplatz in der Mannschaft zu belegen. 1990 beendete er seine Karriere, nachdem er 1989 und 1990 – in dieser letzten Spielzeit allerdings nur noch mit vier Punktspieleinsätzen – Französischer Meister sowie Pokalsieger 1989 geworden war.
Zeitweilig trug er den Spitznamen Treter mit dem Engelsgesicht. Seine Spielweise galt als hart aber fair. Nur einmal erhielt er in seiner Karriere eine rote Karte.
Zwischen 1978 und 1986 trug er 81-mal das Trikot der deutschen Fußballnationalmannschaft und erzielte dabei zwei Treffer. Viermal war Förster Mannschaftskapitän, im Jahr 1982 wurde er Deutschlands Fußballer des Jahres. Er wurde 1980 Fußballeuropameister und 1982 und 1986 Vizeweltmeister. Nach der WM trat Förster als Nationalspieler zurück. Eine bemerkenswerte Leistung lieferte er als 21-jähriger Gegenspieler im EM-Endspiel 1980 gegen den belgischen offensiven Mittelfeldspieler Jan Ceulemans ab, als er diesen weitestgehend neutralisierte.
Karlheinz und sein älterer Bruder Bernd Förster waren eines der wenigen Brüderpaare, die in der Bundesliga und in der Nationalelf spielten.
Die insbesondere in den 1980er Jahren gängige Praxis, Verletzungen zu ignorieren bzw. nur mit Schmerzmitteln zu behandeln, führte bei Förster in späteren Jahren zu starken chronischen Schmerzen. Als Spätfolge musste er sich ein Fußgelenk versteifen lassen.

## Karriere als Funktionär und Spielerberater
Nach seiner aktiven Laufbahn war er Repräsentant eines Sportartikelherstellers und 1995 zunächst bei Waldhof Mannheim als Manager tätig.
Im März 1998 wurde Förster neuer Team-Manager des VfB Stuttgart und übernahm in Zusammenarbeit mit dem Vorstandsmitglied Ulrich Schäfer unter anderem die Zuständigkeit für die Betreuung der Lizenzspielermannschaft. Als der VfB ihn im September 1999 in den Vorstand beförderte, übernahm Förster das Amt des Sportdirektors. Im Januar 2001 trat er mit sofortiger Wirkung in seinen Ämtern beim VfB zurück. Seinen Rücktritt begründete Förster mit internen Spannungen und seinem Vorwurf, dass sein Vorstandskollege Hansi Müller sich in den sportlichen Bereich eingemischt habe.
Heute ist er als Spielerberater aktiv und betreut dabei Spieler wie Daniel Didavi und Kevin Stöger. Nach Unstimmigkeiten trennten sich hingegen Timo Werner und Niklas Süle im Jahr 2021 von ihm als Berater.

## Sonstiges
Förster wohnt zusammen mit seiner Frau in Schwarzach. Er hat drei Kinder, zwei Töchter und einen Sohn.

## Erfolge als Spieler
- Deutscher Meister: 1984
- Französischer Meister: 1989, 1990
- Französischer Pokalsieger: 1989
- Europameister: 1980
- Deutschlands Fußballer des Jahres: 1982
- Einstufung als Weltklasse in der Rangliste des deutschen Fußballs: Sommer 1982, Sommer 1983, Sommer 1986
- Silbernes Lorbeerblatt: 1980